# Bhután gazdasága
Bhután gazdaságának pillérei a mezőgazdaság, az erdőgazdálkodás és a vízenergia-export. A világ egyik legkisebb, legkevésbé fejlett országának a fő megélhetést ezek biztosítják, a lakosság 60%-át foglalkoztatják ezek az ágazatok.
Az ipari szektorban a legtöbb termelés háziipari jellegű. A legtöbb fejlesztési projekt, például az útépítés, indiai migráns munkaerőre támaszkodik. Többoldalú fejlesztési szervezetek támogatásával folyamatban vannak oktatási, társadalmi és környezetvédelmi programok.
Bhutánban kulcsfontosságú gazdasági erőforrás az ország vízenergia-potenciálja és vonzereje a turisták számára.

## Pénzügyi helyzet
Bhután bruttó hazai termékének piaci áron mutatott trendje a Nemzetközi Valutaalap szerint: 
| Év   | GDP (millió BTN ) | GDP (millió USD) |
| ---- | ----------------- | ---------------- |
| 1985 | 2166              | 175              |
| 1990 | 4877              | 279              |
| 1995 | 9531              | 294              |
| 2000 | 20.060            | 460              |
| 2005 | 36.915            | 828              |
| 2008 | 45.000            | 1280             |

## Közlekedés
Az ország területének nagy részét zord hegyek uralják, ami az utak és egyéb infrastruktúra építését nehézzé teszi és megdrágítja. Mivel az országban nem létezik vasúti közlekedés, és nagyobb, hajózható víziutak sincsenek, ezért az árucikkek szállítása közúton történik, ami lassú és drága. (bővebben: Bhután közlekedése)

## Kulturális hagyományok
Minden gazdasági program figyelembe veszi a kormány azon kívánságát, hogy megvédje az ország környezetét és kulturális hagyományait. Például az új épületek létesítésénél vagy a régiek felújításánál szigorú követelmény a hagyományos formák alkalmazása.

## Mezőgazdaság
A mezőgazdaság nagyrészt önellátó háztáji gazdálkodásból, valamint állattenyésztésből áll.
Főbb termékek: rizs, kukorica, citrusfélék, tejtermékek, tojás.

## Vízenergia
Bhután napjainkban (2019) a rendelkezésére álló (becsült) 24.000 megawatt vízenergia-kapacitásnak mindössze 6,5%-át használja ki. Lemaradásban van az összesen 10.000 megawatt kapacitású, 12 új vízerőmű 2020-ig tervezett megépítésével. Az erről szóló megállapodást Indiával 2008-ban írták alá. Az építések tervezett ütemű haladását gátolja, hogy az ezekhez szükséges, nagy mennyiségű építőanyag éppen Indiából érkezik, aminek következtében Bhután pénzügyi tartozást halmozott fel.
Bhután megállapodást kötött Bangladessel (és Indiával) 2017-ben, vízerőmű közös építéséről és elektromos energia szállításáról Banglades számára.
Az ország éves villamosenergia-termelése 7,9 milliárd kWh, ebből a saját belső felhasználás 2,2 milliárd kWh (2016-os becslés).

## Indiai kapcsolatok
A gazdaság szorosan kapcsolódik az indiai gazdasághoz erős kereskedelmi és monetáris kapcsolatok révén, valamint nagyban függ India pénzügyi támogatásától.
Az Indiába irányuló vízenergia-export fellendítette Bhután gazdasági növekedését, annak ellenére, hogy a bhutáni GDP visszaesett az Indiában 2008-ban mutatkozó gazdasági lassulás következtében.

## Turizmus
A kormány az idegenforgalmi szektor óvatos, lassú bővítésével ösztönzi a nagyobb anyagi forrásokkal rendelkező, környezettudatos, kisszámú turista látogatását.
Minden turista hivatalos utazásszervezőn keresztül látogatja meg az országot. Az utazás árába beletartozik az összes étkezés az ott-tartózkodás alatt; az elszállásolás legalább háromcsillagos szállodákban; a Turisztikai Tanács által akkreditált, professzionális idegenvezető szolgáltatásai; és a szállítás az országon belül saját sofőrrel.

## Egyéb
A részletes, hivatalos ellenőrzések és a bizonytalan politikai intézkedések olyan területeken, mint az ipari engedélyek megszerzése, a kereskedelem, a munkaerő és a pénzügy, továbbra is akadályozzák a külföldi befektetéseket.
A bhutáni kormány némi előrelépést tett a gazdaság termelékenységének bővítése és a szociális jólét javítása terén.
2004-ben Bhután lett az első ország a világon, amely betiltotta a dohányzást és a dohányáruk értékesítését.
2014-ben Bhután és Banglades a vámmentes árucsere növeléséről írt alá megállapodást.

## Fordítás
Ez a szócikk részben vagy egészben  az   Economy of Bhutan című angol Wikipédia-szócikk fordításán alapul.  Az eredeti cikk szerkesztőit annak laptörténete sorolja fel. Ez a jelzés csupán a megfogalmazás eredetét és a szerzői jogokat jelzi, nem szolgál a cikkben szereplő információk forrásmegjelöléseként.

## Lásd még
- Mezőgazdaság Bhutánban
- Bankrendszer Bhutánban
- Bányászat Bhutánban
- Halászat Bhutánban
- Erdészet Bhutánban
- Bhutáni ngultrum, nemzeti valuta

## Külső linkek
- Globális gazdasági kilátások: Dél-Ázsia növekedési kilátásai A Világbank, 2006. december 13